# میلز بلویل
میلز بلویل (انگلیسی: Miles Bellville؛ ۲۸ آوریل ۱۹۰۹ – ۲۷ اکتبر ۱۹۸۰) قایقران قایق بادبانی اهل بریتانیا بود.